# 愛原千咲
愛原 千咲（あいはら ちさき、1982年12月6日 - ）は、日本の元お菓子系アイドル・元AV女優。

## 略歴・人物
2001年にお菓子系アイドルとしてデビュー。イメージビデオ『平成女学園シリーズ』やVシネマなどに出演。当時の所属事務所はアルテミスプロモーション。
2002年11月、SODクリエイト専属女優としてAVデビュー。2005年頃にAVを引退。

## 出演作品

### イメージビデオ
- 平成女学園 高等部 基礎体力編（2001年12月7日、SODクリエイト）
- Departure 〜旅立ち〜（2002年9月20日、SODクリエイト）

### オリジナルビデオ
- 妖怪令嬢 淫唇（2001年12月21日、エンゲル）
- 新任女教師 淫習の里（2005年3月24日、TMC）

### アダルトビデオ（撮りおろし作品）
- 日本的美少女（2002年11月20日、SODクリエイト）
- 禁断の花園 2 〜千咲レズ地獄〜（2003年4月5日、SODクリエイト）
- ぶっかけ処女 〜日本的美少女崩壊〜（2003年6月5日、SODクリエイト）
- 魔淫のいけにえ 〜暴虐のアナル館〜（2003年7月19日、SODクリエイト）
- ミラクル☆デュオ 〜日本的美少女たちの悩み〜（2003年10月18日、SODクリエイト）
- 手コキ淫語フェラ+アフレコ淫語（2003年11月20日、SODクリエイト）
- 平成女学園 高等部 18禁 体力測定編 [表&裏バージョン]（2003年12月4日、SODクリエイト）
- 監督の特権を最大限に利用して純粋無垢な美少女達をいたずらしちゃいました!!（2004年5月20日、SODクリエイト）
- メコスジ（2005年8月26日、イーネット・フロンティア）
- にゅるんぽ（2005年11月18日、日本メディアサプライ）
- 陵辱新約性書（2005年12月6日、麒麟堂）